# 十月九日足球會
十月9日FC（9 de Octubre F.C.），簡稱“9FC”，是一家位於厄瓜多爾瓜亞基爾的體育俱樂部。該俱樂部以其足球隊而聞名。'
。

## 使命
通過其足球運動員的運動和個人訓練，成為國家和國際水平的標杆俱樂部，以提高競爭力和對社會的貢獻。